# Julius Schaub
Julius Schaub (Múnich, Alemania; 20 de agosto de 1898 – ibídem, 27 de diciembre de 1967) fue un farmacéutico, militante del Partido Nazi y edecán de Adolf Hitler desde los primeros tiempos del nazismo.

## Biografía
Schaub, nacido en Múnich, asistió en un hospital de campaña militar durante la Primera Guerra Mundial y posteriormente en el Departamento Central de Abastecimiento en Baviera. En 1920, se afilia al partido Nazi con el número de ficha 81, y también a las Sturmabteilung (SA) o "Camisas pardas". Asiste a la histórica marcha de Coburg, el 14 de octubre de 1922. Participa en el fallido golpe de Estado de Hitler el 9 de noviembre de 1923, siendo arrestado y enviado a la fortaleza de Landsberg. En 1925, trabaja por cuenta propia hasta que Hitler lo llama y se hace su asistente personal ingresando en las SS, con el número de ficha 7. Acompaña a Hitler desde entonces a lo largo de toda su carrera. Más tarde se convierte en miembro del Reichstag, en representación de Oberbayern-Schwaben.
Al final de la guerra, es enviado al Berghof en Berchtesgaden y a Múnich a destruir toda la documentación privada del dictador. Arrestado al final de la guerra, es liberado en 1949, eximido del cargo de complicidad en cualquier crimen cometido en el Tercer Reich. Más adelante trabajó como farmacéutico en Múnich hasta su muerte.

## Promociones de la SS
- SS-Obergruppenführer (Teniente General), 21 de junio de 1943.
- SS-Gruppenführer (General de División), 30 de enero de 1938.
- SS-Brigadeführer (General de Brigada), 1 de enero de 1935.
- SS-Oberführer (General), 27 de febrero de 1934.
- SS-Standartenführer (Coronel), 1 de marzo de 1933
- SS-Sturmbannführer (Mayor), 30 de enero de 1933, de este rango ascendió a Coronel.
- SS-Untersturmführer (Subteniente), 20 de febrero de 1932, de este rango ascendió a Mayor).